# Città di Forlì IV 2022
Il Città di Forlì IV 2022 è stato un torneo maschile di tennis giocato sul cemento indoor. È stata l'8ª edizione del Forlì Challenger – la 4ª del 2022 – facente parte della categoria Challenger 80 nell'ambito dell'ATP Challenger Tour 2022, con un montepremi di 45 730 €. Si è disputato al Tennis Villa Carpena di Forlì, in Italia, dal 14 al 20 febbraio 2022.

## Partecipanti

### Teste di serie
| Nazionalità | Giocatore         | Ranking* | Testa di serie |
| ----------- | ----------------- | -------- | -------------- |
| Francia     | Quentin Halys     | 139      | 1              |
| Italia      | Salvatore Caruso  | 151      | 2              |
| Francia     | Grégoire Barrère  | 162      | 3              |
| Portogallo  | Nuno Borges       | 192      | 4              |
| Italia      | Gian Marco Moroni | 196      | 5              |
| Giappone    | Yasutaka Uchiyama | 197      | 6              |
| Paesi Bassi | Jesper de Jong    | 202      | 7              |
| Portogallo  | Gastão Elias      | 203      | 8              |

* Ranking al 7 febbraio 2022.

### Altri partecipanti
I seguenti giocatori hanno ricevuto una wild card per il tabellone principale:
- Matteo Arnaldi
- Matteo Gigante
- Stefano Napolitano

I seguenti giocatori sono entrati in tabellone come alternate:
- João Domingues
- Giulio Zeppieri

I seguenti giocatori sono passati dalle qualificazioni:
- Evan Furness
- Benjamin Hassan
- Emilio Nava
- Zsombor Piros
- Tim van Rijthoven
- Yosuke Watanuki

Il seguente giocatore è entrato in tabellone come lucky loser:
- Hiroki Moriya

## Campioni

### Singolare
Jack Draper ha sconfitto in finale  Tim van Rijthoven con il punteggio di 6–1, 6–2.

### Doppio
- Victor Vlad Cornea /  Fabian Fallert hanno sconfitto in finale  Antonio Šančić /  Igor Zelenay con il punteggio di 6–4, 3–6, [10–2].